# عرب‌جبیرلی
عرب‌جبیرلی (به لاتین: Ərəbcəbirli) یک منطقه مسکونی در جمهوری آذربایجان است که در شهرستان گوی‌چای واقع شده است. عرب‌جبیرلی ۳۸۳۹ نفر جمعیت دارد.